# Victoria (2020)
Victoria ist ein belgischer Dokumentarfilm unter der Regie von Sofie Benoot, Liesbeth De Ceulaer und Isabelle Tollenaere. Der Film hatte im Februar 2020 auf der Berlinale seine Weltpremiere in der Sektion Forum und wurde mit dem 35. Caligari Filmpreis ausgezeichnet.

## Handlung
Der 25-jährige Lashay T. Warren hat das hektische, kriminelle Los Angeles gegen California City in der Mojave-Wüste eingetauscht. Das Wachstum dieser 1958 konzipierten Stadt blieb weit hinter den Erwartungen der Planer zurück. Besiedelt wurde nur der Ortskern, in der Peripherie ist ein Netz von zerbröckelnden asphaltierten Straßen und Sandpisten in dieser geisterhaften Planstadt in der Wüste auch heute noch erkennbar. Als moderner Pionier eignet sich Lashay seine neue Welt an.
Der Film folgt dem Protagonisten zwei Jahre lang und bietet Einblicke das Leben von Lashay und den Menschen in seinem Umfeld, die gleichfalls aus der Stadt flohen, um neu anzufangen. Lashay lebt nun mit seiner Freundin und fünf Kindern in der 14000-Einwohner-Stadt, die Los Angeles hätte überflügeln sollen. Er liest Ausschnitte aus seinem Tagebuch vor, in denen er seine Erfahrungen und Erlebnisse beschreibt. Auf diese Weise vermittelt sich dem Publikum Lashays Erstaunen über die neue Welt, aber auch Erinnerungen aus dem bisherigen Leben tauchen plötzlich auf. Trotz der Entfernung ist die Gegenwart von Los Angeles immer noch spürbar. Die Tagebuchauszüge gleichen denen von Pionieren früherer Jahrhunderte bei ihren Entdeckungszügen. Der amerikanische Westen war immer ein Ort, um sich neu zu erfinden, und Lashay tritt in die Fußstapfen seiner Vorgänger. Er benennt Straßen und gibt California City den Namen Victoria. Seinen eigenen Namen verewigt er in einem Felsen. Mit dem Aufschreiben seiner Geschichte nimmt er seinen Platz im amerikanischen Narrativ ein. Aus dokumentarischen Bildern und Handyvideos des Protagonisten, aus virtuellen Ansichten und einem Voiceover aus Warrens Tagebucheinträgen entsteht ein Bild der Stadt und eine Stadt aus Bildern. Darin wird die Konstruktion der Realität sichtbar, aber auch ihre poetische Dimension: aus geplatzten Wasserleitungen sprühen Fontänen, virtuelle Spaziergänge durch Los Angeles erwecken Erinnerungen zum Leben, es gibt ein Wettrennen mit einer Schildkröte im Wüstensand und schwarze Löcher als Tore zu einer anderen Galaxie.

## Produktion
Sofie Benoot, Liesbeth De Ceulaer und Isabelle Tollenaere waren für Regie, Filmkonzept und Filmschnitt verantwortlich.
Die Produktion lag in den Händen von Bo De Group, Helena Vlogaert, Maite Spaenjers und Dimitri Verbeeck, die Produktionsfirma war Caviar Films, zuständig war dort Liese Lettany. Gefilmt wurde in California City, USA. Die Kamera führte Isabelle Tollenaere, die Musik stammt von Annelies Van Dinter und Lashay T. Warren.

## Auszeichnungen
Bereits 2014 beteiligten sich die Regisseurinnen mit dem Pitch am Dokumentarfilmfestival Visions du Réel  in Nyon in der Schweiz, 2016 am Festival Points North Fellowship in Camden, USA.
Bei der Berlinale 2020 war Victoria für den Berlinale Dokumentarfilmpreis nominiert, wurde jedoch nicht für einen Preis berücksichtigt. Er erhielt jedoch den 35. Caligari Filmpreis. Preiswürdig sind laut filmdienst.de stilistisch und thematisch innovative Filme der Sektion Forum. Er ist mit 4.000 Euro dotiert und wird von den Kommunalen Kinos und filmdienst.de gestiftet. „Die Preisträgerinnen erhalten 2.000 Euro, die andere Hälfte des Betrages wird für Werbemaßnahmen verwendet, um weitere Kinoaufführungen des prämierten Films in Deutschland zu begleiten.“